# Philautus neelanethrus
Philautus neelanethrus är en groddjursart som beskrevs av Gururaja, Aravind, Ali, Ramachandra, Velavan, Krishnakumar och Aggarwal 2007. Philautus neelanethrus ingår i släktet Philautus och familjen trädgrodor. IUCN kategoriserar arten globalt som starkt hotad. Inga underarter finns listade i Catalogue of Life.